# Nikolaj Nikolajevič Amosov
Nikolaj Nikolajevič Amosov (rusko Николай Николаевич Амосов), sovjetski general, * 1905, † 1965.

## Življenjepis
Med drugo svetovno vojno je bil član vojaškega sveta 3. armade.